# 北海道立総合研究機構農業研究本部花・野菜技術センター
地方独立行政法人北海道立総合研究機構農業研究本部花・野菜技術センター（ちほうどくりつぎょうせいほうじんほっかいどうりつそうごうけんきゅうきこうのうぎょうけんきゅうほんぶはなやさいぎじゅつセンター）は、北海道内の農業に関する試験研究および普及指導を行うために設置された、地方独立行政法人北海道立総合研究機構の試験研究機関である。

## 概要
地方独立行政法人北海道立総合研究機構が設置する農業試験研究機関であり、花卉および野菜の試験研究に重点をおき、北海道全域を対象とした試験研究および研修事業を担当する。

## 沿革
- 1996年 - 北海道立花・野菜技術センターが、滝川市に設置される。
- 2010年 - 地方独立行政法人北海道立総合研究機構の設立により北海道から移管され、名称を「地方独立行政法人北海道立総合研究機構農業研究本部花・野菜技術センター」と改める。

## 育成品種
メロン台木
どうだい3号
花ゆり
きたきらり